# Коакін (Сапоне)
Коакін — село в департаменті Сапоне провінції Базега в центральній частині Буркіна-Фасо. Населення складає 488 людини.